# المهاتاه
ال-مهاتاه یک منطقهٔ مسکونی در یمن است که در استان صنعا واقع شده‌است.